# Johannes Colerus

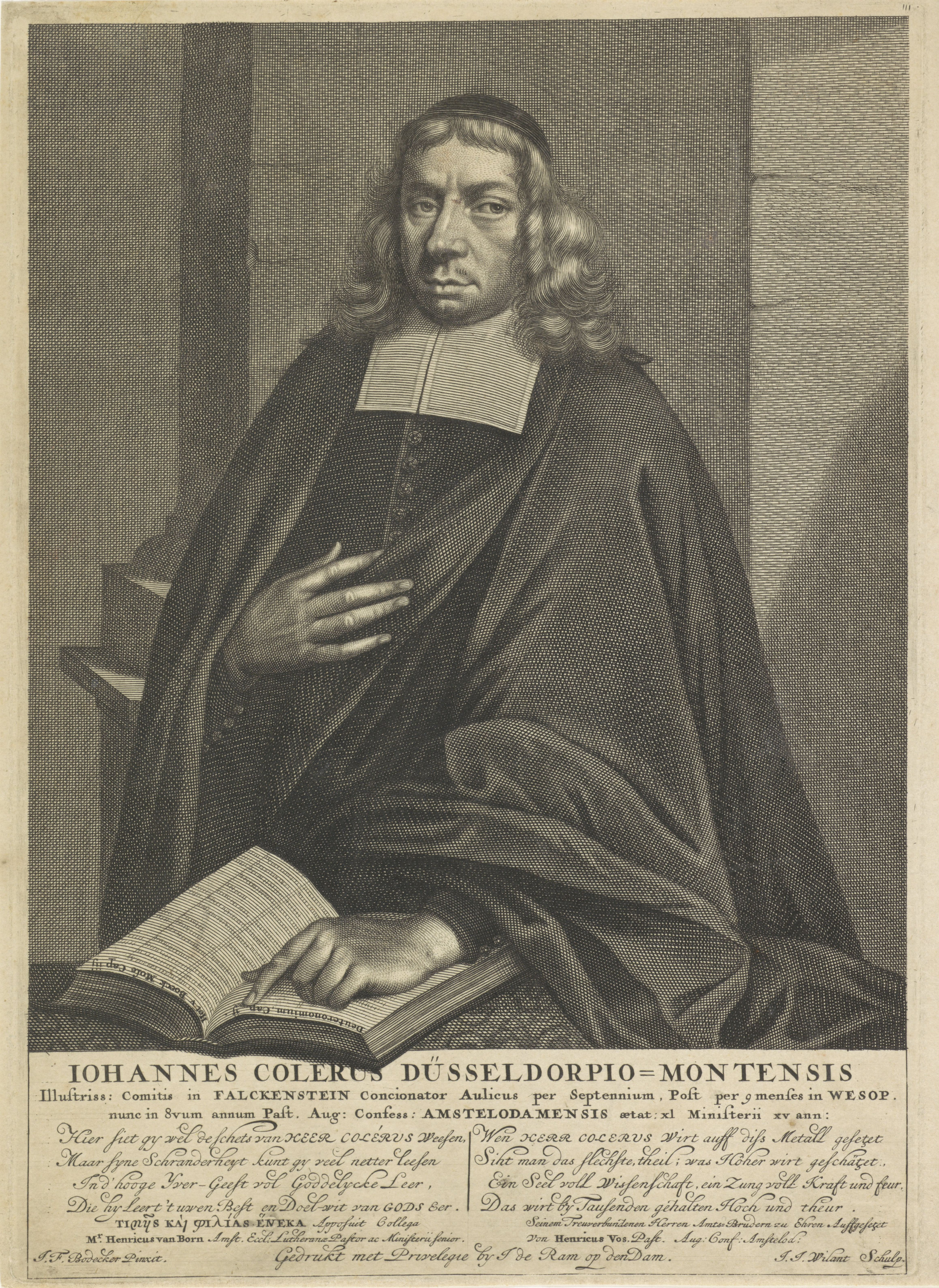
Jan Jacobsz. Wielant naar Johann Friedrich Bodecker: Portret van Johannes Colerus op 40-jarige leeftijd, 1687.

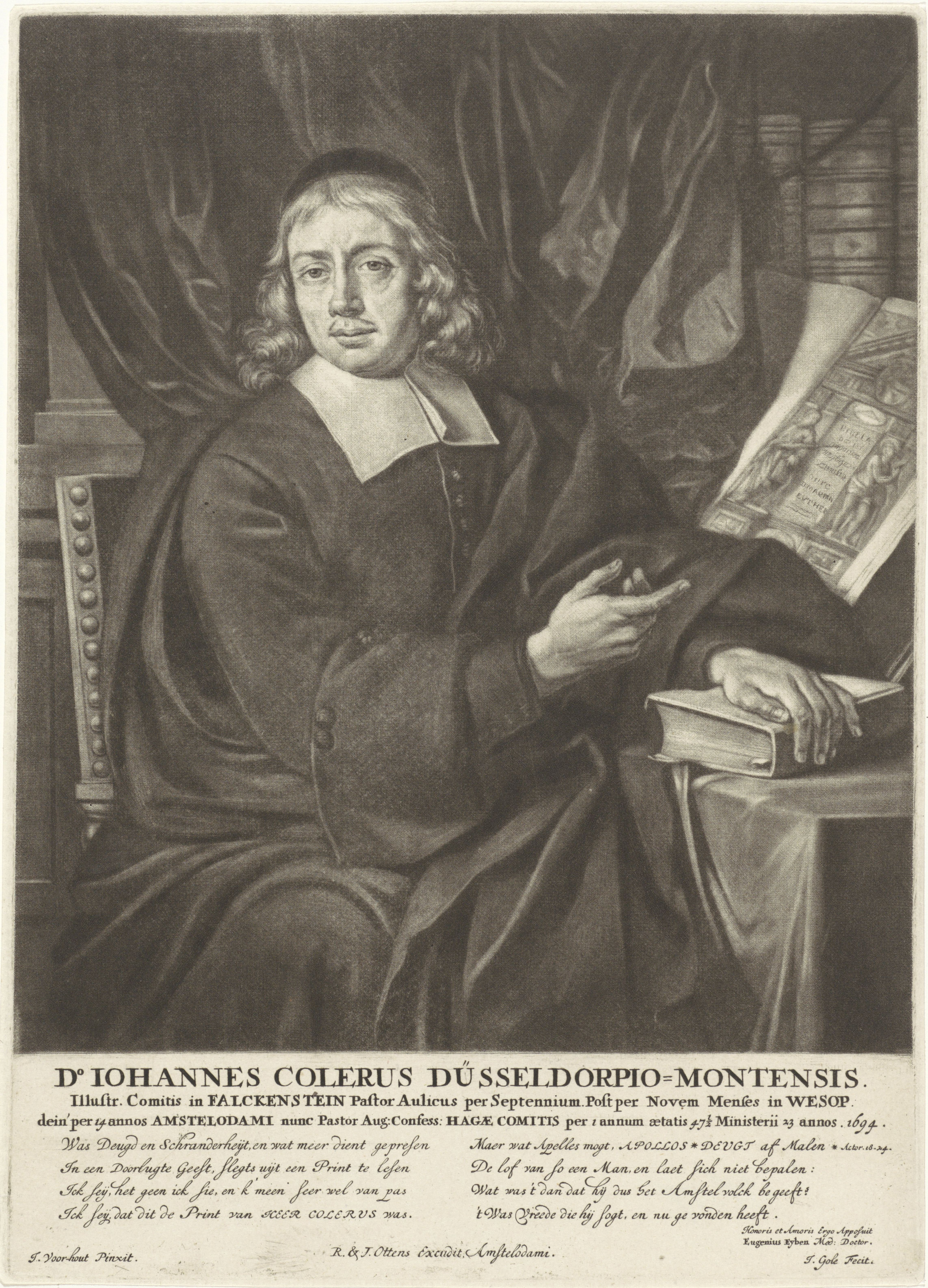
Jacob Gole naar Johannes Voorhout (I): Portret van Johannes Colerus, 47 1/2 jaar oud in 1694.

Johannes Colerus (Johannes Nicolaus Colerus, eigenlijk Johannes Köhler, Düsseldorf, 5 januari 1647 – Den Haag, 19 juli 1707) was een Nederlands luthers predikant van de Wittenbergse richting. Hij nam deel aan de twisten die tot de afscheiding van de Haagse Unie leidden en was met Jean Maximilien Lucas (1636 of 1646-1697) een van de eerste biografen van Benedictus de Spinoza.

## Leven
Johannes Nicolaus Köhler, verlatijnst tot Colerus, werd geboren als zoon van de breiër Johannes Nicolaus Köhler en zijn vrouw Maria Laufsatz. Na een schooltijd in Solingen en Dortmund studeerde hij vanaf 1665 aan de Universiteit van Gießen, in 1668 aan de hogeschool in Worms en in 1669 aan de Universiteit van Straatsburg. Daarna begon hij in 1671 als predikant in Mülheim an der Ruhr, waar hij ook diende als hofpredikant van de graaf von Daun-Falkenstein. In hetzelfde jaar trouwde hij met Margaretha Alberti, met wie hij twee dochters kreeg. In 1678 werd hij naar Nederland beroepen, waar hij als hoogduitse prediker in verschillende lutherse gemeenten werkte, eerst negen maanden in Weesp en vanaf 1679 14 jaar in Amsterdam, waar hij met de predikanten Henricus van Born en Henricus Vos de vrijzinnige Theodorus Dominicus bestreed en in kerkelijke geschillen de rechtzinnige kant koos. Dit herhaalde zich in Den Haag, waar hij in 1693 werd benoemd. Mede door zijn toedoen scheidde zijn gemeente zich af van de lutherse Fraterniteit en werd de Haagsche Unie opgericht. Hij bestreed Spinoza's ideeën maar verdedigde zijn eer in de biografie Korte, dog waaragtige levens-beschryving van Benedictus de Spinoza (1705). Hij werd in 1707 begraven in de kerk van Rijswijk (Zuid-Holland).

## Publicaties
Onder meer
- andere Johannes Colerus? 1665 (la) : De bombyce dissertatio, Giessae Hassorum [i.e. Giessen]: Friderici Kargeri, 1665
- 1693: Wonderen van Gods heyligdom Behelsende Een klaer vertoog van Godts wonderlijke bestieringe, in 't beroepen van sijne dienaren tot het H. predik-ampt in twee predikatien ... Johannes Colerus in de Nederd. tale in het ligt gegeven door Eug. Eyben., Den Haag : L. van Dyck, [1693]
- 1695 met Eugenius Eyben: Zionis Maria Stuart fidissima nutrix! Dat is: Zions getrouwste zoogvrouwe Maria Stuart! Tot roemwaardiger gedachtenisse van ... Maria Stuart ..., 's Gravenhage: N. Wilt, 1695.
- 1699: Kort en waar verhaal van 't geene omtrent 't opgerechte Epitaphium in de Luytersche Kerk in 's-Gravenhage, voor ... J. Schelhamer is voorgevallen tot wegneminge van alle quade nareden ..., 's-Gravenhage, [1699]
- 1705 als Köhler, Johannes: De waarachtige verrijzenis Jesu Christi uit den dooden, Tegen B. de Spinoza en zijne aanhangers verdeedigt .... op Paaschdag 1704. Beneffens een naaukeurige levensbeschrijving van deezen beruchten wijsgeer, Amsterdam.
  - (fr) : La verite de la résurrection de Jésus Christ, defendue contre B. De Spinosa et ses sectateurs. Avec la vie de ce fameux philosophe., La Haye, Johnson, 1706.
    - daarin Korte, dog waaragtige levens-beschryving, van Benedictus de Spinosa,[5] 1705
      - vertaald: Johannes Colerus, The Life of Benedict de Spinosa (London: Benjamin Bragg, 1706
      - met M. F. A. G. Campbell: Korte, dog waaragtige levens-beschryving, van Benedictus de Spinosa, 's-Gravenhage: Martinus Nijhoff, 1880. Koninklijke Bibliotheek, 's-Gravenhage, 2013
- 1733 (de) : Leben des Bened. von Spinoza, aus denen Schrifften dieses beruffenen Welt-Weisens und aus dem Zeugniß vieler glaubwürdigen Personen, die ihn besonders gekannt haben, gezogen und beschrieben von Johann Colero, ehemaligen Prediger der Evangelischen Gemeinde in Haag; Nunmehro aber aus dem Frantzösischen ins Hoch-Teutsche übersetzet, und mit verschiedenen Anmerckungen vermehret [von Johann Faccius]. Frankfurt, Leipzig 1733 (mdz-nbn-resolving.de pdf). Herdruk als Das Leben des Benedict von Spinoza met inleiding en noten door Carl Gebhardt, Weissbach, Heidelberg 1952.
- 1734 (de) : Iohannis Coleri, Vormahligen Lutherischen Predigers im Haag Wahrheit der Auferstehung Jesu Christi Wider B. de Spinoza und seine Anhänger vertheidiget: Nebst einer genauen Lebens-Beschreibung Dieses berüchtigten Philosophens, die man nicht so wol aus seinen eigenen Schrifften, als vielmehr aus vieler glaubwürdigen Leute mündliche Erzehlung, ... aufgesetzt; Aus Dem Holländischen Original und der Frantzösischen Ubersetzung verdeutscht, Mit benöthigten Anmerckungen und Register versehen von Wigand Kahler Der heiligen Schrift Licentiaten, wie auch derselben, Mathematic und Poesie Professore zu Rinteln. Meyer, Lemgo 1734 (nbn-resolving.de pdf).
- 1888 (fr)  met Abraham Jacobus Servaas van Rooijen (1839-1925) en David Kaufmann (1852-1899): Inventaire des livres formant la bibliothèque de Bénédict Spinoza, La Haye, W.C. Tengeler 1888.
- 2013 (fr)  met A.J. Servaas van Rooijen en David Kaufmann: Inventaire des livres formant la bibliothèque de Bénédict Spinoza / publié d'après un document inédit, avec des notes biographiques et bibliographiques et une introduction par A.J. Servaas van Rooijen ; notes de la main de M. le Dr. David Kaufmann. La vie de B. de Spinosa: tirée de escrits de ce fameux philosophe ..., Koninklijke Bibliotheek, Den Haag, Paris: Paul Monnerat, [2013]

## Korte, dog waaragtige Levens-beschrijving, van Benedictus de Spinosa, uitgave 1732[5]
Deze biografie door Colerus over Spinoza uit 1705 heeft de volgende hoofdstukken, "Articulen" (artikelen) geheten, in de oorspronkelijke spelling. Omdat deze biografie in een boek staat na De waarachtige verrijzenis Jesu Christi uit den dooden, Tegen B. de Spinoza en zijne aanhangers verdeedigt .... op Paaschdag 1704. Beneffens een naaukeurige levensbeschrijving van deezen beruchten wijsgeer, Amsterdam, begint de telling van de bladzijden met 116.
| Articul. | Titel                                                             | Bladzijde |
| -------- | ----------------------------------------------------------------- | --------- |
| I.       | Spinozaas afkomst en Geslagt.                                     | 116       |
| II.      | 't Begin van zyn Studien.                                         | 118       |
| III.     | Begeeft zig eerst tot de Godgeleerdheid, daarna tot de wysgeerte. | 122       |
| IV.      | (geen titel)                                                      | 125       |
|          | Formulier van den Algemeenen Joodschen Ban.                       | 134       |
| V.       | Leert een Konst om zig te generen.                                | 144       |
| VI.      | Gaat naar Rynsburg Voorburg, en eindelyk na den Haag wonen.       | 147       |
| VII.     | Was spaarzaam en matig in eeten en drinken.                       | 148       |
| VIII.    | Zyn Lyfsgestalte en kleedinge.                                    | 150       |
| IX.      | (geen titel)                                                      | 151       |
| X.       | Werd met veele Grooten bekend.                                    | 156       |
| XI.      | Spinozaas Schriften, en zyn gevoelen in de zelve.                 | 162       |
| XII.     | Agteergblevene [sic] Schriften van Spinoza.                       | 184       |
| XIII.    | Zyn Schriften werden van vele wederlegt.                          | 185       |
| XIV.     | Spinozaas ziekte dood en Begravenis.                              | 198       |
| Einde.   |                                                                   | 214       |

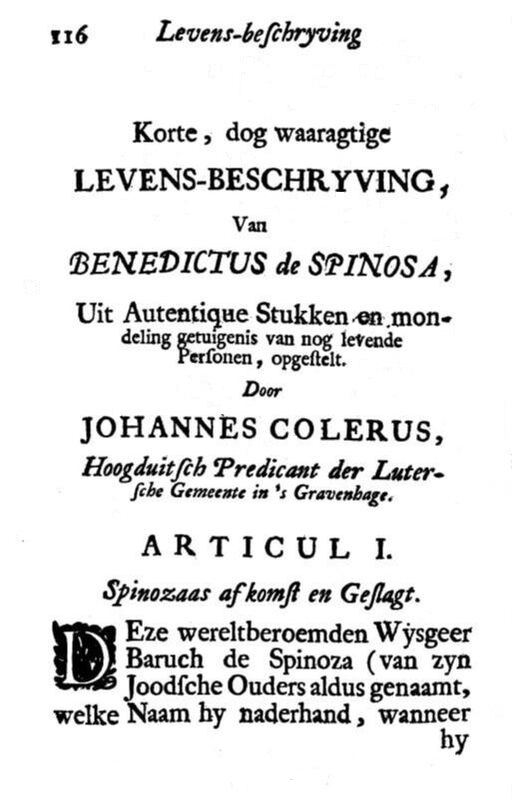
Johannes Colerus: Korte, dog waaragtige Levens-beschrijving, van Benedictus de Spinosa, Amsterdam, 1732, begint bij p 116
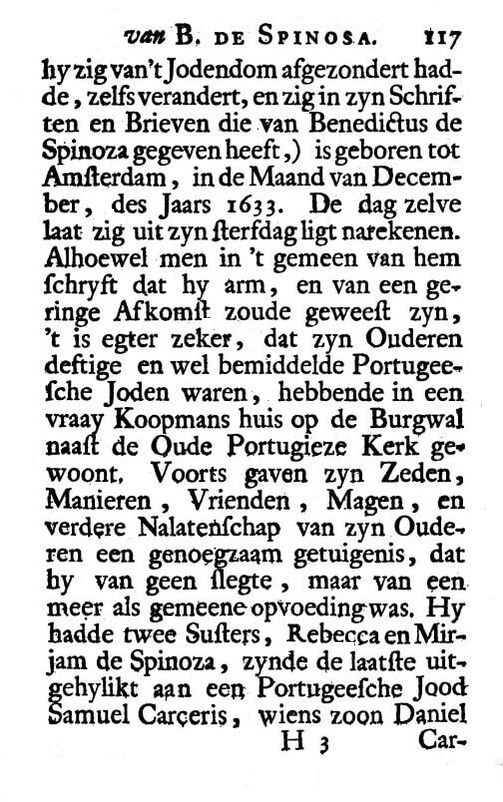
Colerus: Korte, dog waaragtige Levens-beschrijving, van Benedictus de Spinosa, p 117
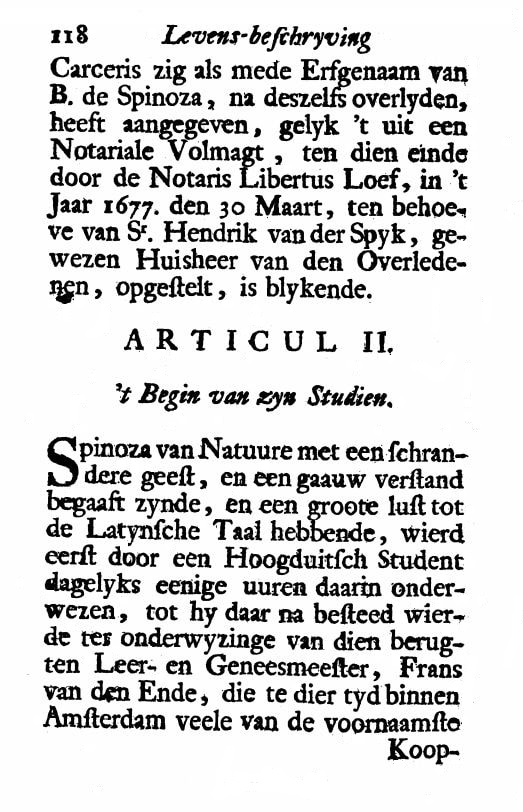
Colerus: Korte, dog waaragtige Levens-beschrijving, van Benedictus de Spinosa, p 118
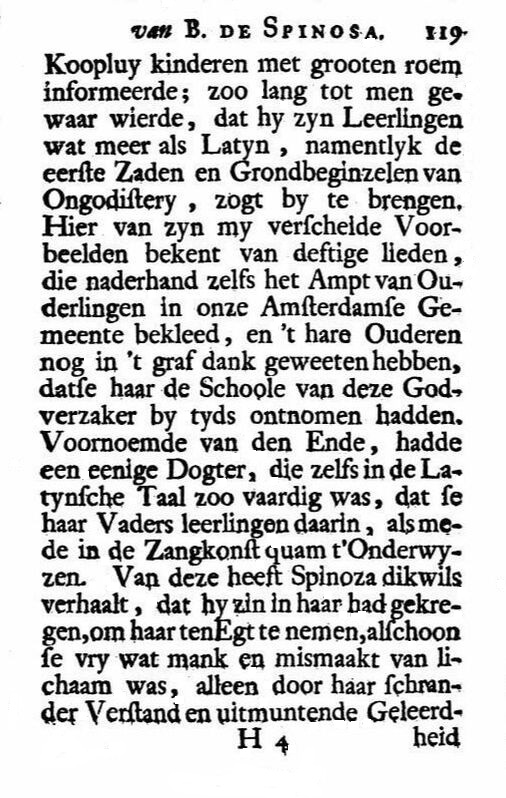
Colerus: Korte, dog waaragtige Levens-beschrijving, van Benedictus de Spinosa, p 119

- Biblioteca Nacional de España: XX1061086
- Bibliothèque nationale de France: cb13016399z (data)
- Biografisch Portaal: 01392233
- CiNii: DA13616612
- Digitale Bibliotheek voor de Nederlandse Letteren: cole012
- Gemeinsame Normdatei: 115444548
- International Standard Name Identifier: 0000 0000 8127 947X
- Library of Congress Control Number: n80149594
- Bibliotheek van het Japanse parlement: 00512596
- Nationale bibliotheek van Australië: 59022829
- Nationale Bibliotheek van Israël: 987007259949105171
- Nederlandse Thesaurus van Auteursnamen: 070592713
- Réseau des bibliothèques de Suisse occidentale: 02-A000037422
- Istituto Centrale per il Catalogo Unico: TO0V032552
- LIBRIS: 275361
- Système universitaire de documentation: 05014409X
- Virtual International Authority File: 49358090
- WorldCat: E39PBJk8Y9fGdhYh6xhKr8wt8C